# Π
Pi（大寫，小寫或變體ϖ , 音译：派），是第十六個希臘字母。

## 用途
大寫字母：
- 求積符號，數學中連乘的算子。
- 矩形函數的代號。

小寫字母：
- 圓周率，圆的周长對直径的比值。
- 質數計算函數，{\displaystyle \pi (x)}為不大於{\displaystyle x}的質數個數。
- 粒子物理學中的π介子。
- π键，一类原子轨道“肩并肩”重叠形成的化学键。
- 渗透压。
- 計算機科學中的π-演算。
- 微觀經濟學中的利潤。
- 經濟學中的物價指數。
- 白金漢π定理中的無因次量。

西里爾字母的П及拉丁字母的P都是從變來。